# Perfect Money
Perfect Money — електронна платіжна система для безготівкових розрахунків в Інтернеті, створена в 2007 році. Юридично система належить Perfect Money Finance Corp., зареєстрована в Панамі, штаб-квартира та операційне обслуговування — у Цюриху.
Система створювалася як платіжний інструмент для моментальних і безпечних розрахунків у бізнес-середовищі і між приватними користувачами. Популярність для цих цілей виросла після закриття Liberty Reserve. Також принаймні більше тисячі фінансових пірамід використовують Perfect Money (в 2011 році більш популярною для таких цілей була тільки Liberty Reserve). В Україні, станом на 2017 рік Perfect Money використовувала одна з найбільших фінансових пірамід Questra World (колишня Questra Holdings). Масштаби перерахувань складають близько сотні мільйонів доларів тільки в Україні.

## Особливості системи
- Користувач може створювати до 6 додаткових рахунків (гаманців) у своєму акаунті на різні еквіваленти.
- Користувач може створити субакаунт з окремим логіном і паролем. Субакаунт обмежений по функціоналу — з нього можна тільки надсилати і приймати електронні гроші, при цьому субакаунт можливо поповнити з основного рахунку без комісії.
- Користувач може створити власний e-Vaucher (електронний ваучер) у грошовому еквіваленті, активувавши який фактично можна перерахувати кошти. Дані e-Vaucher можна передати будь-яким зручним способом (ICQ, e-mail, SMS тощо).